# Remo Forrer
Remo Forrer (Hemberg, 5 de setembre del 2001) és un cantant suís.
Des de petit, Forrer ja estava interessat en la música i va aprendre a tocar la flauta, l'acordió i el piano. El 6 d'abril del 2020 va guanyar la versió suïssa The Voice. També va participar en el programa de televisió I Can See Your Voice.
El 20 de febrer del 2023 es va anunciar que Remo Forrer va ser escollida internament per representar Suïssa en el Festival de la Cançó d'Eurovisió 2023, que se celebrarà en la ciutat britànica de Liverpool. El 7 de març es va publicar la cançó «Watergun».